# Parábola del hombre fuerte

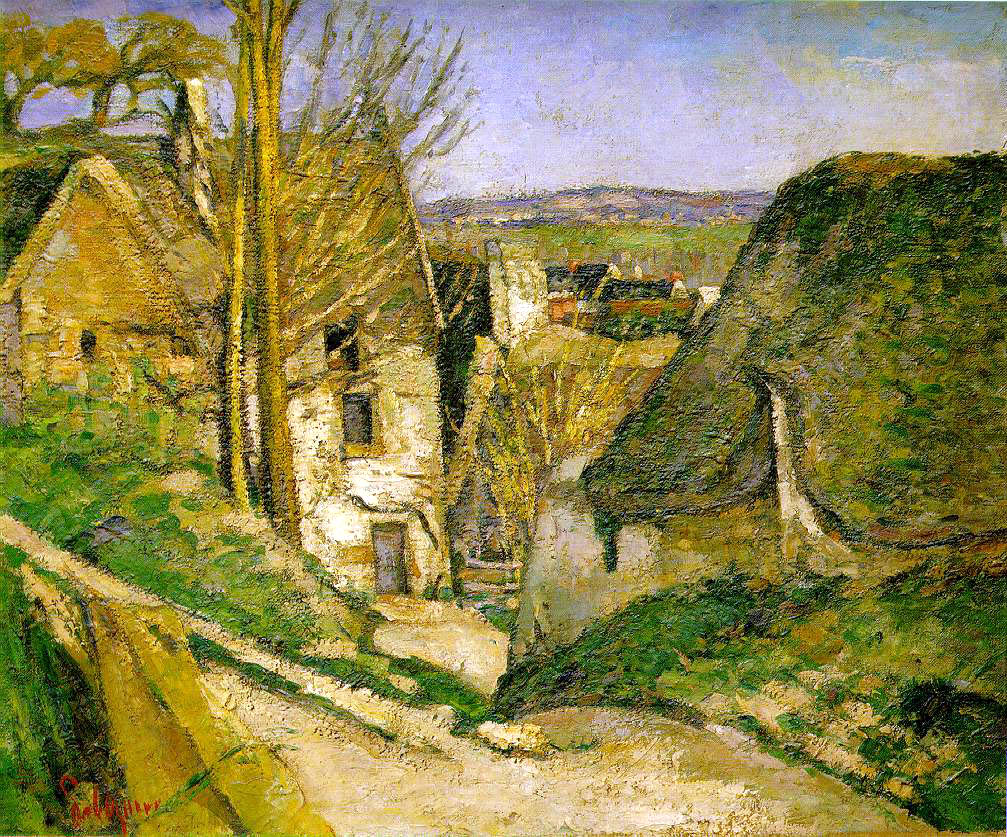
La casa del ahorcado, Cézanne, 1873.

La Parábola del hombre fuerte, también conocida como la parábola del ladrón y la parábola del hombre poderoso, es una parábola contada por Jesús en el Nuevo Testamento, que se encuentra en Mateo 12:29, Marcos 3:27, y Lucas 11:21-22, y también en el Evangelio de Tomás no canónico, donde se conoce como logion 35.

## Textos bíblicos
El texto de la parábola propiamente dicha es bastante corto por lo que se añade, en el caso de Evangelio de Mateo, los versículos anteriores para una mejor comprensión de la situación
En el Mateo, (12, 22-30) la parábola es la siguiente:

Entonces le trajeron un endemoniado ciego y mudo. Y lo curó, de manera que el mudo hablaba y veía. Y toda la multitud se asombraba y decía: —¿No será éste el Hijo de David? Pero los fariseos, al oírlo, dijeron: —Éste no expulsa los demonios sino por Beelzebul, el príncipe de los demonios. Jesús, que conocía sus pensamientos, les replicó: —Todo reino dividido contra sí mismo queda desolado, y toda ciudad o casa dividida contra sí misma no se sostendrá. Si Satanás expulsa a Satanás, está dividido contra sí mismo. ¿Cómo entonces se sostendrá su reino? Y si yo expulso los demonios por Beelzebul, vuestros hijos ¿por quién los expulsan? Por eso, ellos serán vuestros jueces. Pero si yo expulso los demonios por el Espíritu de Dios, es que el Reino de Dios ha llegado a vosotros. ¿Cómo puede alguien entrar en la casa de uno que es fuerte y arrebatarle sus bienes, si antes no ata al que es fuerte? Sólo entonces podrá arrebatarle su casa. El que no está conmigo está contra mí, y el que no recoge conmigo, desparrama.

En el Marcos, capítulo 3, la parábola es la siguiente:

 Nadie puede entrar en la casa de un hombre fuerte y saquear sus bienes, si antes no ata al hombre fuerte. Y entonces saqueará su casa.
Marcos 3:27, New King James Version

En el Lucas capítulo 11, la parábola es la siguiente:

Cuando el hombre fuerte, completamente armado, vigila su propia vivienda, sus bienes están a salvo. Pero cuando alguien más fuerte lo ataca y lo vence, le quita toda la armadura en la que confiaba, y reparte su botín.
Lucas 11:21-22, World English Bible

## Interpretación de la Iglesia católica
La curación de un endemoniado ciego viene en los tres sinópticos (cfr Mc 3,22-27; Lc 11,14-23), si bien únicamente San Mateo cita que era también «mudo». Unos fariseos malintencionados acusan a Jesús. El Señor les enseña con una argumentación práctica: se trata de una lucha entre Él y Satanás, en la que este último es vencido porque Jesús es más fuerte y da comienzo el Reino de Dios y de que Satanás va siendo arrojado de sus dominios. Esta es la lucha del fuerte -Jesús- contra el débil -Satanás-, que es vencido definitivamente.

## Otras interpretaciones
En los evangelios canónicos de Mateo, Marcos, y Lucas, esta parábola forma parte de la Polémica de Belcebú, en la que los oponentes de Jesús le acusan de haber obtenido su poder para exorcizar demonios por estar aliado con Satanás. En una interpretación común, el hombre fuerte representa a Satanás, y el atacante a Jesús. Satanás tiene el control sobre la tierra (la casa), pero Jesús derrota a Satanás con su ministerio terrenal (atando a Satanás).
Otros, sin embargo, favorecen una traducción diferente.  En Mateo 12:22-29, donde le trajeron a Jesús un hombre poseído por un demonio, el demonio es el que "ata" al hombre fuerte antes de poseerlo. El hombre fuerte es la víctima del demonio.  El demonio había hecho que el hombre fuerte fuera ciego (a la verdad) y no pudiera hablar debido a la posesión. Muchos interpretan esto como que Jesús es el que ata al hombre fuerte, pero otra interpretación es que es el demonio el que ata al hombre fuerte antes de poseerlo (su mente de pensamiento ilógico ahora poseída, como muchas personas, incluyendo muchos cristianos y teólogos).[cita requerida]
Así, Jesús dice que no podía realizar exorcismos (representados por el robo de las posesiones del hombre fuerte) a menos que se opusiera a -y hubiera derrotado- a Satanás (representado por atar al hombre fuerte). Craig S. Keener sugiere que la parábola se relaciona con la sabiduría común de que "nadie saquea a un hombre fuerte", mientras que R. T. France y otros ven la parábola como un eco del Libro de Isaías:
¿Se puede arrebatar el botín a los guerreros
o los cautivos rescatados de los fieros?
Pero esto es lo que dice el SEÑOR:
"Sí, los cautivos serán tomados de los guerreros
y se rescatará el botín de los fieros;
Yo me enfrentaré a los que se enfrentan a ti
y a tus hijos los salvaré, NIV
Se ha sugerido que "Belcebú" significa "casa de Baal", y que la imagen de la casa del hombre fuerte era originalmente un juego de palabras con esto.
En el Evangelio de Tomás no canónico, que no tiene el contexto de la controversia de Beelzebul, la parábola se ha interpretado como una mera sugerencia de que "el hombre fuerte debe ser libre para proteger su casa y sus pertenencias". El ladrón debe comprender esta situación para lograr su objetivo de saqueo. Jesús no parece oponerse ni condenar a esta persona". Una diferencia significativa es que las manos del hombre fuerte deben estar atadas